# Sulcus orbitalis medialis
De sulcus orbitalis medialis is een hersengroeve in het orbitale oppervlak van de frontale kwab van de grote hersenen. Het is onderdeel van een aantal aangesloten hersengroeven in het orbitale oppervlak die samen een in een H-vorm liggen. De sulcus orbitalis lmedialis zelf bestaat uit twee taken: een voortak, ramus rostralis en een achtertak, ramus caudalis. Evenwijdig aan de sulcus orbitalis medialis loopt, als onderdeel van het h-vormige complex, de sulcus orbitalis lateralis. Deze bestaat gelijk aan de sulcus orbitalis medialis, ook uit een ramus rostralis en ramus caudalis. De schuinverlopende hersengroeve, die de sulcus orbitalis medialis met de sulcus orbitalis lateralis verbindt, wordt de sulcus orbitalis transversus genoemd.